# Єпископська класична гімназія Руджера Бошковича у Дубровнику
Єпископська класична гімназія Руджера Бошковича (хорв. Biskupijska klasična gimnazija Ruđera Boškovića u Dubrovniku) — класична гімназія в Дубровнику, Хорватія. Вона пов'язана і керується римо-католицькою єпархією Дубровника. Названа на честь колишнього студента Руджера Бошковича, відомого хорватського математика, астронома та фізика 18 століття.

## Історія
Це один з найдавніших навчальних закладів міста, коріння якого відносяться до семінарії, заснованої єзуїтами протягом 17 століття. Колегіум Рагусінум був першим подібним закладом у місті Дубровник. Він мав сильні традиції в морських науках і є попередником сучасного Дубровницького університету. У 1941 році було створено секцію середньої школи. А у 1991 році, за рішенням Міністерства освіти і культури, ця школа здобула публічне право і, таким чином, стала звичайним навчальним закладом, відкритим не тільки для членів семінарії, але й для інших учнів.
Навчання відбувається відповідно до плану та програми, що передбачається для класичних шкіл Хорватії, включаючи викладання латинської та давньогрецької мов у чотирьох класах. Цей навчальний заклад є єдиною класичною середньою школою Дубровницько-Неретванської округи.
Єпископську класичну гімназію не слід плутати з гімназією Дубровника, яка є державною (а не церковною) загальною гімназією за межами старого міста.

## День школи
День народження Руджера Бошковича, 18 травня, проголошений Днем школи.